# Tallisaari (ö i Södra Savolax, Nyslott, lat 61,85, long 29,04)
Tallisaari är en ö i Finland. Den ligger i sjön Suurijärvi och i kommunen Nyslott i  landskapet Södra Savolax, i den sydöstra delen av landet, 280 km nordost om huvudstaden Helsingfors. Öns area är 11,7 hektar och dess största längd är 480 meter i nord-sydlig riktning.